# Burton-pinty
A Burton-pinty (Callacanthis burtoni) a madarak osztályának verébalakúak (Passeriformes) rendjébe és a pintyfélék (Fringillidae) családjába tartozó Callacanthis nem egyetlen faja.

## Rendszerezése
A fajt John Gould angol ornitológus írta le 1838-ban, a Carduelis nembe Carduelis burtoni néven.

## Előfordulása
Afganisztán, India, Nepál és Pakisztán területén honos. Természetes élőhelyei a mérsékelt övi erdők és cserjések, szubtrópusi és trópusi cserjések. Állandó, nem vonuló faj.

## Megjelenése
Testhossza 18 centiméter.

## Természetvédelmi helyzete
Az elterjedési területe korlátozott, egyedszáma pedig stabil. A Természetvédelmi Világszövetség Vörös listáján nem fenyegetett fajként szerepel.